# Todor Burmow

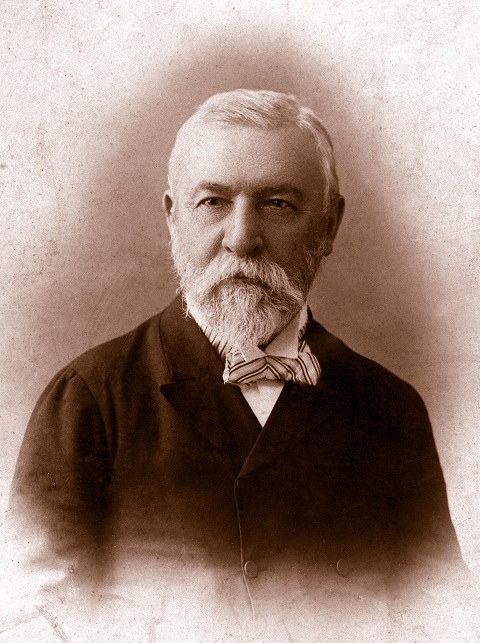
Todor Burmow

Todor Stojanow Burmow (auch Todor Stoyanov Burmov geschrieben, bulgarisch Тодор Стоянов Бурмов; * 2. Januar 1834 in der Oblast Gabrowo; † 25. Oktober 1906 in Sofia) war ein bulgarischer Politiker und erster Ministerpräsident des unabhängigen Bulgarien.

## Biographie

### Studium und berufliche Laufbahn
Nach einem Lehramtsstudium an der Theologischen Akademie in Kiew, das er 1857 beendete, war er als Lehrer in Gabrowo tätig. Von 1860 an war er als Redakteur der Zeitungen Zarigradski westnik, Bulgarische Büchlei (aus dem Bulg. Български книжици), Der Berater (aus dem Bulg. Съветник) und Zeit (aus dem Bulg. Време) tätig.
Während der zeitweiligen russischen Besatzung war er zunächst Vizegouverneur von Plowdiw sowie Gouverneur von Sofia.

### Erster Ministerpräsident nach der Unabhängigkeit
Der enge Vertraute von Fürst Alexander I. wurde nach der (eingeschränkten) Unabhängigkeit Bulgariens vom Osmanischen Reich am 8. Juli 1879 von diesem zum ersten Ministerpräsidenten ernannt, obwohl die von ihm als Abgeordneter in der Nationalversammlung vertretene Konservative Partei nur eine relativ schwache Position im Parlament einnahm.
Als Ministerpräsident bemühte er sich um eine Stabilisierung der von muslimischen Aufständen bedrohten Regionen wie Warna durch die Einführung des Kriegsrechts. Nachdem die Unterstützung für seine Regierung zunehmend schwand, musste er bereits am 6. Dezember 1879 als Ministerpräsident zurücktreten. Während seiner Amtszeit war er zugleich Innenminister sowie zeitweise vom 17. Juli bis zum 7. August auch Unterrichtsminister. 1881 war er für kurze Zeit Mitglied des Staatsrates.
Später gehörte er vom 18. März bis zum 19. September 1883 und vom 21. bis zum 24. August 1886 den Kabinetten von Leonid Sobolew und Erzbischof Kliment Turnowski als Finanzminister an. 1884 trat er der von Dragan Zankow gegründeten Progressiv-Liberalenpartei oder Fortschrittspartei (Прогресивнолибералната партия) bei.
1886 zog er sich völlig aus dem politischen Leben zurück und nahm stattdessen wieder seine journalistische Laufbahn wieder auf, indem er Herausgeber der Zeitungen Bulgarische Stimme (Bulgarski Glas) und Licht (Svetlina) wurde.